# Can Muntlló
Can Muntlló és un edifici protegit com a bé cultural d'interès local a Santa Coloma de Gramenet (Barcelonès).

## Descripció
És un habitatge que centra un petit jardí rodejat d'una tanca, amb portes de reixat de forja de línies modernistes. La casa, actualment molt degradada, consta de planta baixa i dos pisos.